# Petr Čmilanský
Petr Čmilanský (* 17. září 1967 v Sokolově), často chybně uváděný jako Peter Čmilanský, je bývalý československý fotbalový obránce.

## Fotbalová kariéra
Začínal v Horním Slavkově, v patnácti letech se přestěhoval na Slovensko a pokračoval v Tatranu Prešov.
V československé lize hrál za Tatran Prešov, ve slovenské lize za FC Spartak Trnava a FK Inter Bratislava. V nižších soutěžích hrál v Německu za LR Ahlen a ve slovenské druhé lize za FK Senica. V československé lize nastoupil za Prešov ke 121 utkáním a dal 3 góly. Vítěz Slovenského a finalista Československého poháru 1992. Dorostenecký mistr Československa 1986.

## Ligová bilance
| Ročník                                      | Zápasy | Góly | Klub                             |
| ------------------------------------------- | ------ | ---- | -------------------------------- |
| 1. československá fotbalová liga 1985/86    | 2      | 0    | TJ Tatran Prešov                 |
| 1. československá fotbalová liga 1986/87    | 10     | 0    | TJ Tatran Prešov                 |
| 1. československá fotbalová liga 1987/88    | 27     | 0    | TJ Tatran Prešov                 |
| 1. slovenská národní fotbalová liga 1988/89 | 15     | 1    | TJ Tatran Prešov                 |
| 1. slovenská národní fotbalová liga 1989/90 | -      | -    | Tatran Agro Prešov               |
| 1. československá fotbalová liga 1990/91    | 27     | 1    | Tatran Agro Prešov               |
| 1. československá fotbalová liga 1991/92    | 30     | 1    | FC Tatran Prešov                 |
| 1. československá fotbalová liga 1992/93    | 25     | 1    | FC Tatran Prešov                 |
| 1. slovenská fotbalová liga 1993/94         | 18     | 2    | FC Tatran Prešov                 |
| 1. slovenská fotbalová liga 1994/95         | 30     | 1    | FC Spartak Trnava                |
| 1. slovenská fotbalová liga 1995/96         | 29     | 1    | FC Spartak Trnava                |
| 1. slovenská fotbalová liga 1996/97         | 30     | 0    | FC Spartak Trnava                |
| Mars superliga 1997/98                      | 24     | 0    | FK AŠK Inter Slovnaft Bratislava |
| Mars superliga 1998/99                      | 28     | 0    | FK AŠK Inter Slovnaft Bratislava |
| 2. německá fotbalová Bundesliga 2000/01     | 1      | 0    | LR Ahlen                         |
| 2. slovenská fotbalová liga 2002/03         | -      | -    | FC SH Senica                     |
| 2. slovenská fotbalová liga 2003/04         | -      | -    | FC SH Senica                     |
| CELKEM 1. ČSL. LIGA                         | 121    | 3    |                                  |
| CELKEM 1. LIGA SR                           | 159    | 4    |                                  |